# Jean-Paul Banos
Jean-Paul Banos est un escrimeur canadien au sabre et athlète olympique né à Lavelanet, en France le 27 janvier 1961. Il est le frère de l'escrimeur canadien Jean-Marie Banos. 

## Biographie

### Jeunesse et formation
Jean-Paul Banos arrive au Québec avec sa famille en 1971. En 1974, il s'inscrit aux cours d'escrime dispensés par le maître d'armes Henri Sassine, qui dirige le club Scaramouche à Chibougamau. Son frère, Jean-Marie Banos, deviendra lui aussi un athlète olympique dans cette discipline.
Jean-Paul rejoint l'équipe nationale junior en 1977 et participe aux championnats mondiaux juniors à Vienne.
À la fin des années 1970, les frères Banos quittent Chibougamau et s'installent à Montréal pour poursuivre leurs études. Ils demeurent membres du club Scaramouche et continuent leurs entraînements auprès du maître d'armes Henri Sassine.

### Carrière
En 1980 et 1982, Jean-Paul Banos remporte les titres de champion canadien junior et senior. Entre 1983 et 1992, il remporte le titre de champion canadien senior à cinq reprises. Lors des Jeux panaméricains de 1983 à Caracas, il remporte la médaille de bronze à l'épreuve individuelle et en équipe. Lors des jeux d'Indianapolis en 1987, il remporte la médaille d'or à l'épreuve individuelle et la médaille de bronze en équipe. En 1991, à La Havane, il remporte la médaille de bronze en équipe.
Il participe à quatre éditions des Jeux olympiques : en 1984 à Los Angeles, en 1988 à Séoul, en 1992 à Barcelone et en 1996 à Atlanta. Banos prend sa retraite sportive après ces derniers Jeux, en 1996. De 1991 à 1997, il travaille comme directeur technique de la Fédération d'escrime du Québec.

## Prix et distinctions
Le 24 novembre 2010, Jean-Paul Banos est intronisé au Panthéon des sports du Québec en compagnie de son frère Jean-Marie Banos.